# Darby Stanchfield
Darby Leigh Stanchfield (sinh ngày 29 tháng 4 năm 1971) là một nữ diễn viên người Mỹ.

## Danh sách phim

### Điện ảnh
| Năm  | Tên                        | Vai               | Ghi chú |
| ---- | -------------------------- | ----------------- | ------- |
| 2005 | The Picture of Dorian Gray | Sibyl Vane        |         |
| 2007 | Waitress                   | Francine Pomatter |         |
| 2008 | The Square Root of 2       | Rachel Lehrer     |         |
| 2008 | The Sacrifice              | Loretta Johnson   |         |
| 2009 | Open House                 | Beth Dunne        |         |
| 2011 | Clay                       | Woman             |         |
| 2011 | Finding Hope               | Loretta           |         |
| 2011 | The Guest Room             | Karen             |         |
| 2011 | Fixing Pete                | Cynthia           |         |
| 2015 | Loserville                 | Evelyn MacDonald  |         |
| 2016 | Carnage Park               | Ellen San Diego   |         |
| 2016 | Medicine Men               | Clementine        |         |
| 2016 | The Rendezvous             | Ruthie            |         |
| 2017 | Willie and Me              | Rebecca           |         |
| 2018 | The Clinic                 | Emily             |         |
| 2018 | Justine                    | Alison Green      |         |